# 茲拉茲科韋 (米海利夫卡區)
47°8′24″N 35°23′46″E / 47.14000°N 35.39611°E
茲拉茲科韋（烏克蘭語：Зразкове）是位於烏克蘭東南部的村莊，由扎波羅熱州梅利托波爾區的普洛多羅德內市鎮負責管轄。該村始建於1810年，面積1.06平方公里，海拔高度86米，2001年人口243，人口密度每平方公里229.3人。